# Sniper 4 - Bersaglio mortale
Sniper 4 - Bersaglio mortale (Sniper: Reloaded) è un film del 2011 diretto da Claudio Fäh.
È il quarto capitolo della saga Sniper.

## Trama
Il figlio del sergente maggiore Thomas Beckett, Brandon, viene assegnato il compito di salvare un contadino che si trova nel mezzo di un territorio ribelle ostile, ma un misterioso cecchino però gli tendono un'imboscata facendo una strage con Brandon ferito. Brandon torna alla base per vendicarsi, ma si lega al tenente dell'esercito britannico Ellen Abramowitz e all'istruttore di cecchini Richard Miller.